# Bloque Regeneración
Bloque Regeneración (BR) fue un partido político español de ámbito autonómico de la comunidad autónoma de Cantabria (España). El partido, con sede en Santander, figuraba inscrito en el Ministerio del Interior desde el 26 de marzo de 2007.

## Historia
El partido estaba liderado por el exsenador socialista Juan González Bedoya, que constituyó el partido junto con algunos antiguos afiliados del PSC-PSOE. Ideológicamente el partido se definía de izquierdas, con motivación de promover políticas de igualdad y solidaridad.
González Bedoya había sido elegido senador del PSOE por Cantabria en 1982 y meses después, en mayo de 1983, diputado de la entonces Asamblea Regional. Fue reelegido en los dos siguientes comicios como senador socialista por la comunidad autónoma (1986 y 1989) y en 1995 nuevamente diputado del Parlamento cántabro hasta las siguientes elecciones de 1999. En septiembre de 2002 fue expulsado del PSC-PSOE tras dos años de públicos desencuentros con la dirección de su partido en Cantabria.
El Bloque Regeneración acudió a las elecciones autonómicas de 2007 junto con la federación de Izquierda Unida en Cantabria, formando la coalición denominada Convocatoria por Cantabria (IU-BR).
La decisión de que González Bedoya encabezara la candidatura conjunta fue discutida y finalmente adoptada por distintos sectores de la izquierda cántabra, tanto el Partido Comunista de Cantabria como el portavoz de Izquierda Unida de Santander, Ricardo García García.
Los resultados de las elecciones autonómicas de 2007 no fueron favorables para el partido, pues Convocatoria por Cantabria obtuvo sólo 6437 votos (1,87 % de los votos), y al no alcanzar el 5 % del total de los votos, no logró representación parlamentaria.
Tras el gran fracaso en estas elecciones, al no cumplir las expectativas de representación parlamentaria, el Bloque Regeneración desapareció virtualmente de la vida política cántabra.

## Resultados electorales
| Año  | Elecciones              | Candidato            | Votos | % de votos | Escaños | Posición |
| ---- | ----------------------- | -------------------- | ----- | ---------- | ------- | -------- |
| 2007 | Parlamento de Cantabria | Juan González Bedoya | 6437  | 1,87 %     | 0       | 4.º      |